# Вулиця Анатолія Погрібного (Чернігів)
Ву́лиця Анатолія Погрібного — вулиця у Новозаводському районі міста Чернігова, в історичній місцевості (районі) Коти. Пролягає від вулиці Інструментальної до вулиці Тичини. Приєднуються вулиці Литовська, Громової, провулок Тичини.

## Історія
До 1973 року називалася Вишнева. Перейменована, коли село Коти (його частина) увійшло у склад міста Чернігова, оскільки в Чернігові уже була вулиця з даним назвою — у колишньому селі Бобровиця. Сучасна назва з грудня 1973 року — на честь Героя Радянського Союзу, уродженця села Коти Петра Петровича Авдєєнка.
Парна і непарна сторони вулиці зайняті присадибною забудовою. Початок вулиці (до примикання Литовської вулиці) непарної сторони — нежила забудова (ПМК, АТП).